# Steinkuhl

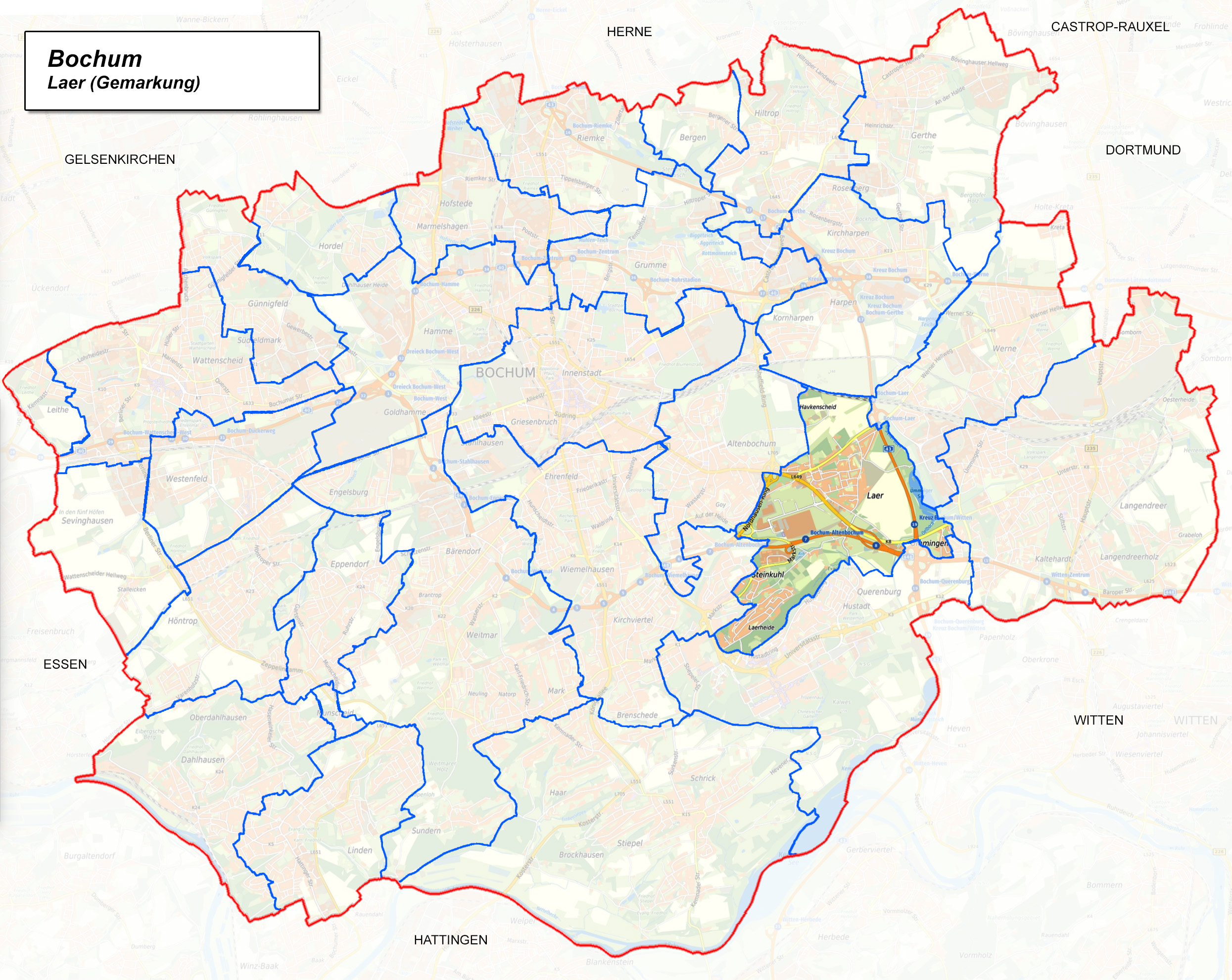
Steinkuhl in der Gemarkung Laer

Steinkuhl ist ein Ortsteil von Bochum, der zur Gemarkung Laer zählt und dem Bezirk Süd zugeordnet ist. Historisch ist er mit Haus Steinkuhl verbunden.   
Zusammen mit dem Ortsteil Laerheide entstand hier ein Teil der Rahmenstadt der Ruhr-Universität in den 1960er-Jahren. Der Ortsteil ist von mehrere Studierendenwohnheime und weiter Hochhäuser entlang der Markstraße geprägt.  

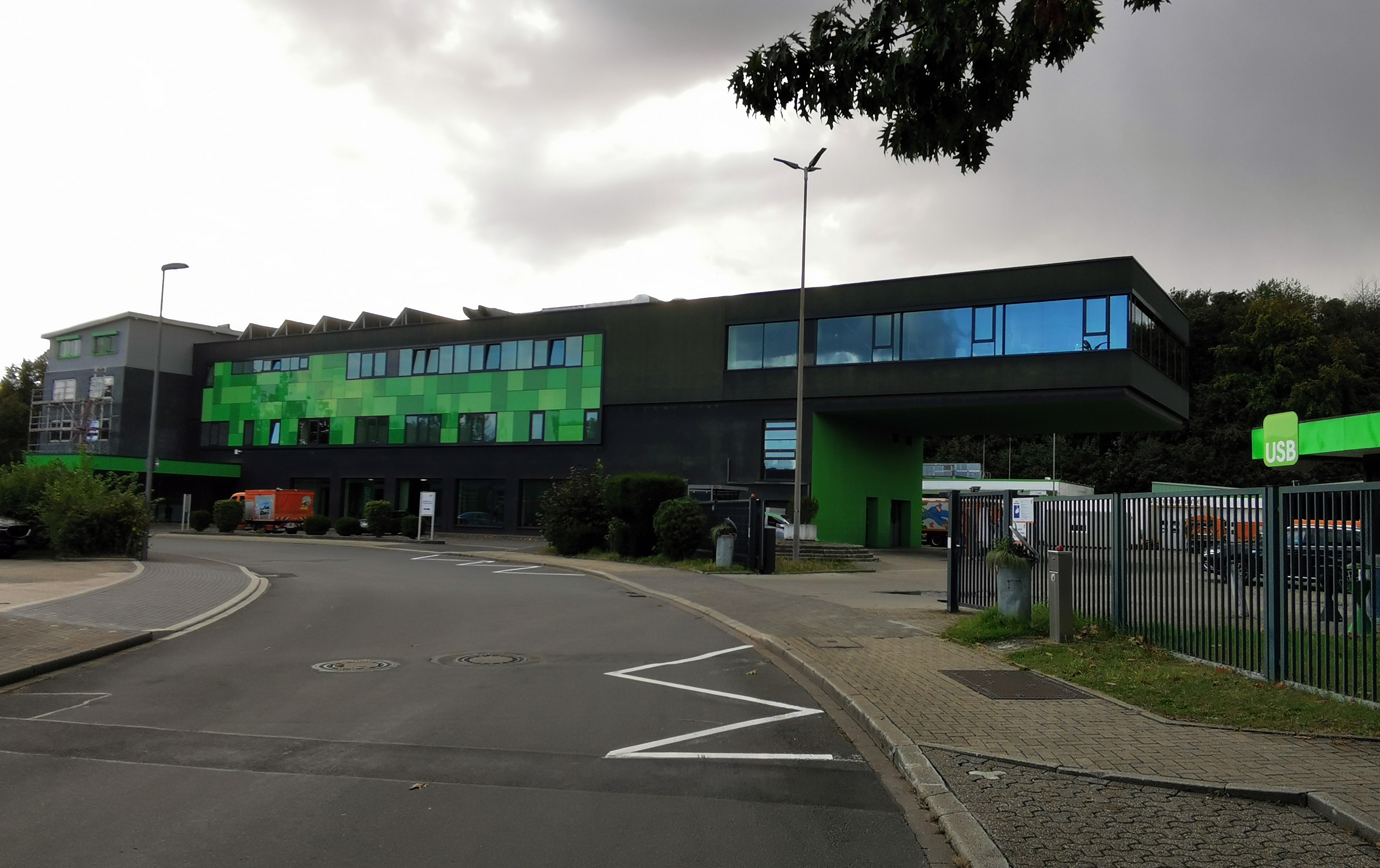
Verwaltung des USB Umweltservice Bochum

Eine neue große Feuerwehrwache entstand 1975 an der Hanielstraße, in räumlicher Nähe zur Firma Opel, der Ruhr-Universität sowie der wachsenden Hustadt. Heute hat der USB Umweltservice Bochum auf der Fläche seinen Sitz. 
Den Mittelpunkt bildet heute das Nahversorgungszentrum Bochum-Steinkuhl mit mehreren Läden. Eine ansässige Firma ist die Zentrale von Faber Lotto-Service.  